# Comté de Washoe
Pour les articles homonymes, voir Washoe.
Le comté de Washoe (en anglais : Washoe County) est un comté américain situé dans l'État du Nevada. Son siège est la ville de Reno. Selon le recensement des États-Unis de 2020, la population du comté s'élève à 486 492 habitants.

## Géographie
La superficie du comté est de 16 968 km2, dont 16 427 km2 de surfaces terrestres. Il borde les États de l'Oregon au nord et de la Californie à l'ouest.

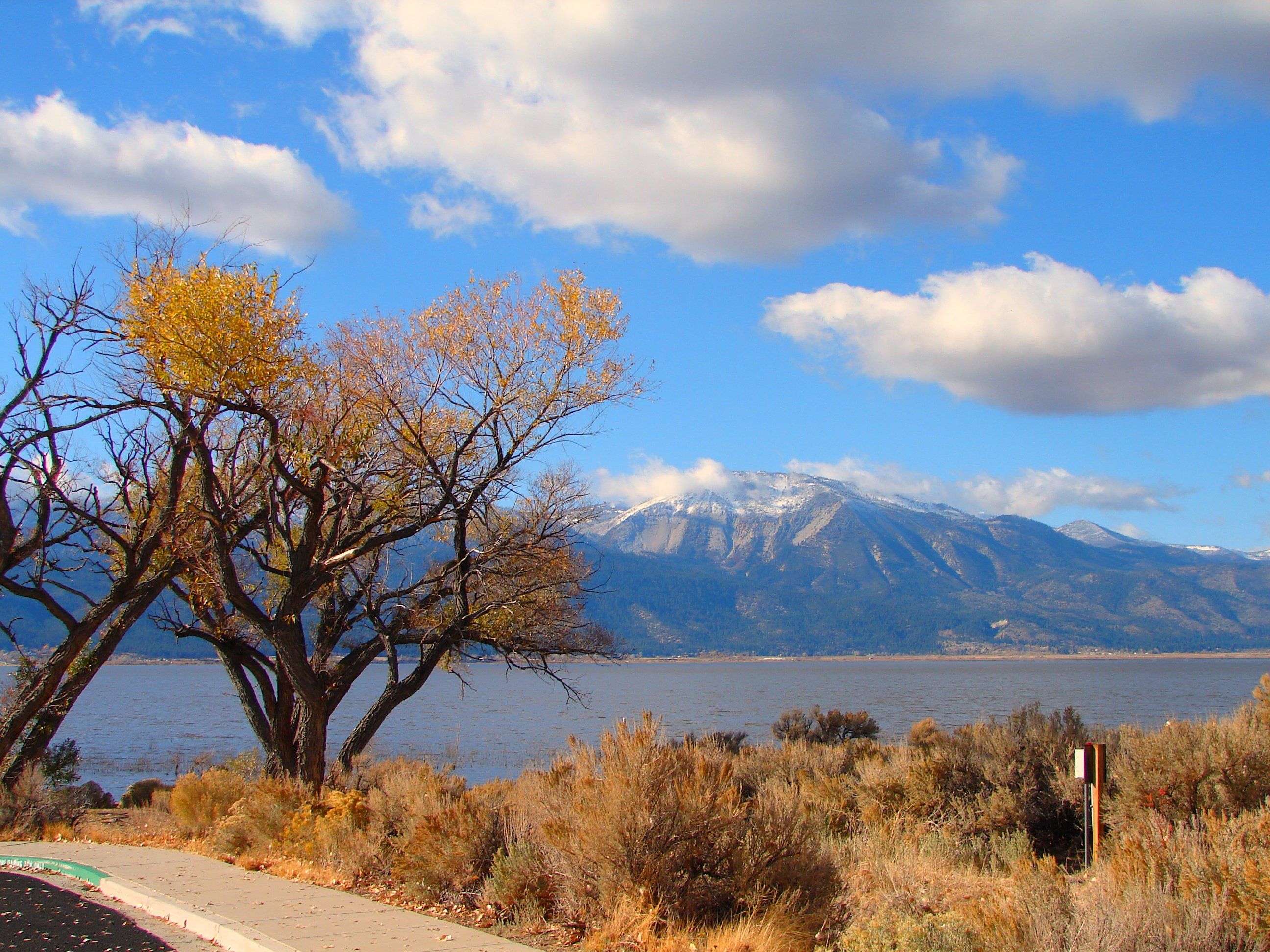
Slide Mountain vue depuis l'extrémité sud-est du lac Washoe.
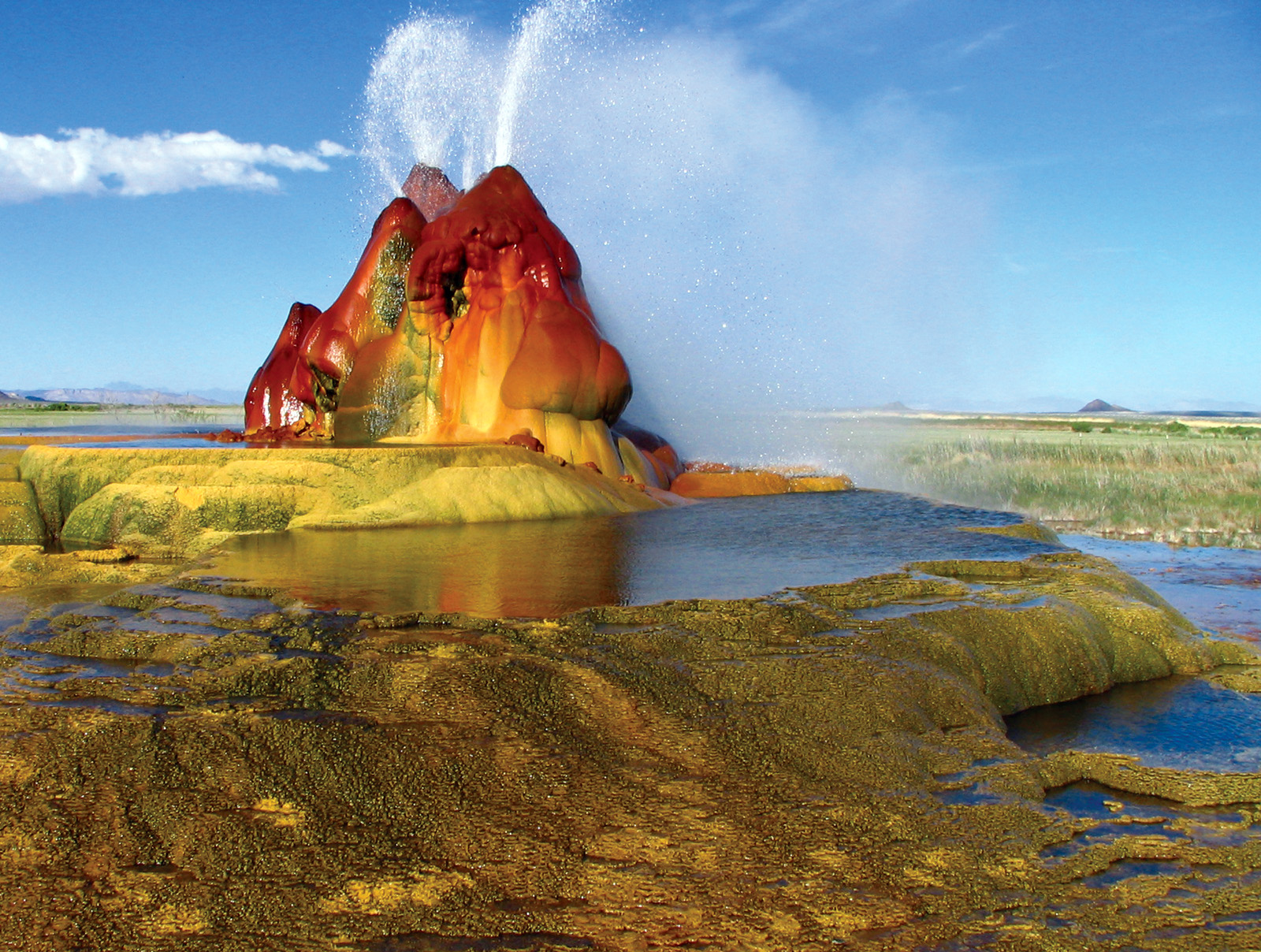
Le Fly Geyser en éruption.
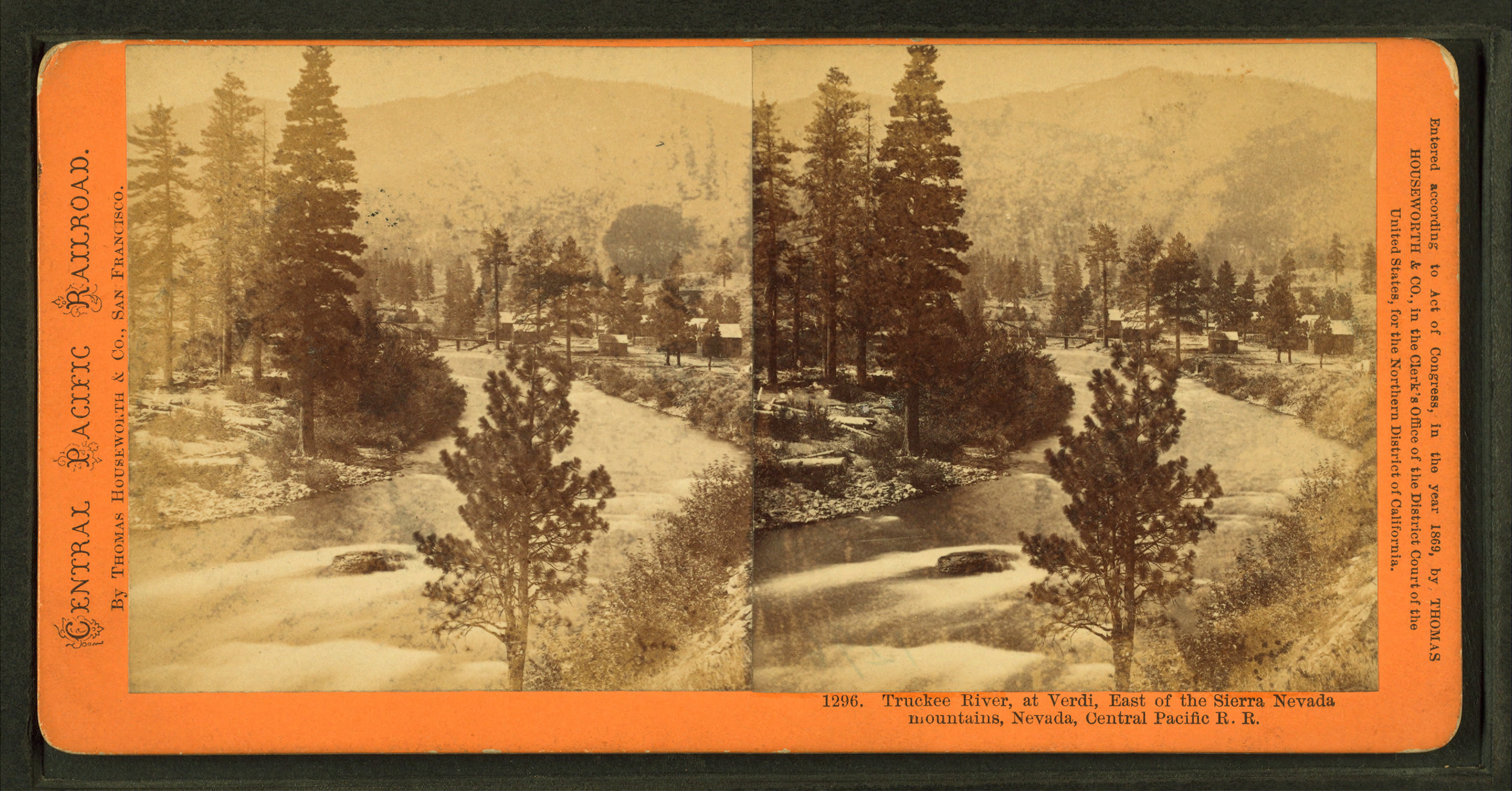
La rivière Truckee à Verdi en 1868 lorsque la Central Pacific Railroad atteignit le site.

### Comtés adjacents
| | Comté de Lake, Oregon       | Comté de Harney, Oregon                                |
| Comté de Nevada, Californie Comté de Sierra, Californie Comté de Lassen, Californie Comté de Modoc, Californie | comté de Washoe             | Comté de Humboldt Comté de Pershing Comté de Churchill |
| Comté de Placer, Californie                                                                                    | Comté de Storey Carson City | Comté de Lyon                                          |

## Démographie
| Groupe            | Comté de Washoe | Nevada | États-Unis |
| ----------------- | --------------- | ------ | ---------- |
| Blancs            | 82,0            | 66,2   | 72,4       |
| Autres            | 9,5             | 12,0   | 6,2        |
| Asiatiques        | 5,2             | 7,2    | 4,8        |
| Métis             | 3,8             | 4,7    | 2,9        |
| Noirs             | 2,3             | 8,1    | 12,6       |
| Amérindiens       | 1,7             | 1,2    | 0,9        |
| Océaniens         | 0,6             | 0,6    | 0,2        |
| Total             | 100             | 100    | 100        |
|                   |                 |        |            |
| Latino-Américains | 22,2            | 26,5   | 16,7       |

Selon l'American Community Survey, en 2010, 77,86 % de la population âgée de plus de 5 ans déclare parler l'anglais à la maison, 16,22 % l'espagnol, 1,74 % le tagalog, 0,87 % une langue chinoise et 3,31 % une autre langue.

## Politique
Historiquement, fief républicain, le comté de Washoe est désormais un comté politiquement disputé.